# تاريخ علم الخرائط

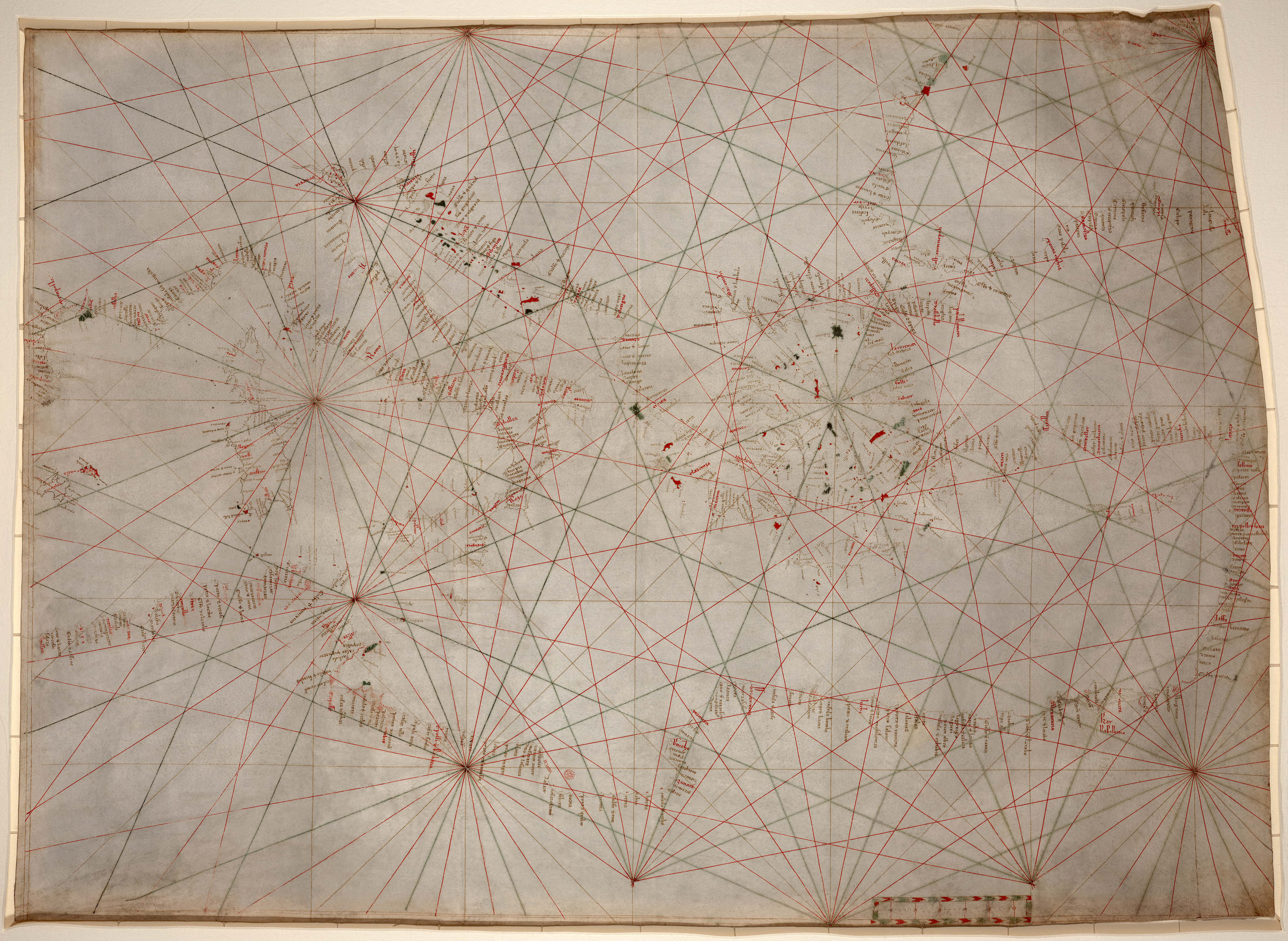

تاريخ علم الخرائط يشمل تطور رسم الخرائط أو تكنولوجيا صناعة الخرائط في تاريخ البشرية. كانت الخرائط واحدة من أكثر الاختراعات البشرية أهمية لآلاف السنين، فقد سمحت للبشر بالسفر حول العالم. وتشمل الخرائط الأثرية رسومات كهفية وخرائط بابل القديمة واليونان والصين والهند. كانت الخرائط ثنائية الأبعاد وبسيطة الشكل. ولكن بداية من العصر الكلاسيكي اليونان، أصبحت الخرائط ترسم على كرة ثلاثية الأبعاد تعرف باسم الكرة الأرضية. مع بداية عصر المعلومات وتطور تقنية الحاسب في القرن الحادي والعشرين يمكن الآن تحويل الخرائط إلى صور رقمية وإرسالها وتحديثها بسهولة عبر الأقمار الصناعية.
عثر على خرائط أو رسومات من ثقافات العصر القديم والبرونزي، حيث إن العديد منها هياكل بسيطة من المرجح أنه استخدمت كأدوات دينية أو رمزية بدلاً من كونها عملية. وقد طور اليونانيون الكلاسيكيّون علم الجغرافيا ورسم الخرائط، وتطورات مهمة مثل بعض المحاولات الأولى لقياس نصف قطر الأرض، وتطوير أول أنظمة خطوط للطول والعرض، واكتشاف أن الأرض كروية، وليس قرصاً مسطحًا. (تم قبول نظرية أن الأرض كروية الشكل منذ القرن الثالث قبل الميلاد بين النخبة المثقفة والمفهوم الشائع بأن الاوربيين كانوا يعتقدون أن الأرض مسطحة عصر النهضة هو مفهوم خاطئ.
تراجع علم الخرائط في أوروبا في أعقاب انهيار الإمبراطورية الرومانية وكذا السعي وراء العلوم الطبيعية. وعلى الرغم من هذا التراجع، الا انه ازدهر رسم الخرائط والعلوم الجغرافية الأخرى في الشرق الأوسط وأفريقيا خلال العصر الذهبي للإسلام. قام العديد من علماء المسلمين بعمل بعض الخرائط والقياسات الأكثر دقة في العالم في تلك الحقبة. كما شهدت الصين أثناء هذه الفترة ذروة في رسم الخرائط أثناء حكم أسرة سونج، حيث أدى تطور النظام الشبكي إلى إنتاج خرائط دقيقة للغاية لأغراض عديدة.
مع إعادة اكتشاف المعرفة الكلاسيكية في أوروبا وعصر الاكتشاف، ظهر اهتمام متجدد في رسم الخرائط والاستكشاف. سعت العديد من الدول الاستعمارية مثل إسبانيا والبرتغال وإنجلترا إلى زيادة معرفتها الجغرافية لأغراض الازدهار الداخلي واكتشاف طرق تجارية جديدة وتأمين المزايا الاستعمارية على منافسيها. شهدت هذه الفترة أول رحلة بحرية حول الأرض وظهور الأطلس وتطوير إسقاط مركاتور من قبل الجغرافي الألماني الفلمنكي جيراردوس مركاتور. استُخدَم إسقاط مركاتورعلى نطاق واسع باعتباره الإسقاط المعياري للأرض حتى القرن العشرين عندما صيغت إسقاطات أكثر دقة. الأمر الأكثر نتيجة لذلك هو تسوية العالم الجديد وتوثيقه فعلى الرغم من أنه تم العثور على أدلة على أن نورس فايكنج قد اكتشف وحاول تسوية أمريكا الشمالية في أوائل القرن الأول الميلادي، ولكن جهودهم لم تنجح ولم تنشر.
أدت الزيادة الهائلة في التكنولوجيا في أوائل العصر الحديث وعصر المعلومات، إلى ازدياد معرفة الأرض. وقد كانت الطرق الحديثة، واستخدام طائرات المراقبة، ومؤخرا توفر صور الأقمار الصناعية طرقًا لتوثيق مناطق كثيرة كان يتعذر الوصول إليها في السابق. قدمت التكنولوجيا العديد من الخدمات مثل «گوگل إيرث» وغيرها من الخرائط الرقمية المجانية على الإنترنت. أصبح الحصول على خرائط دقيقة للعالم الآن أكثر سهولة من أي وقت مضى.

## أصل المصطلح
مصطلح رسم الخرائط الإنجليزي حديث، تم استعارته من رسام الخرائط الفرنسي في أربعينيات القرن التاسع عشر، والذي يعتمد في حد ذاته على مصطلح الخريطة باللغة اللاتينية الوسطى. 